# Setobaudinia victoriana
Setobaudinia victoriana är en snäckart som beskrevs av Alan Solem 1985. Setobaudinia victoriana ingår i släktet Setobaudinia och familjen Camaenidae. IUCN kategoriserar arten globalt som nära hotad. Inga underarter finns listade i Catalogue of Life.